# Diospilus melasidis
Diospilus melasidis är en stekelart som beskrevs av Decaux 1894. Diospilus melasidis ingår i släktet Diospilus och familjen bracksteklar. Inga underarter finns listade i Catalogue of Life.